# Challenger 1
FV4030/4 Challenger 1 byl od roku 1983 hlavní bojový tank britské armády; v polovině 90. let byl nahrazen typem Challenger 2. Po mnoha úpravách dnes tyto tanky slouží v jordánské armádě.
V Saúdské Arábii bylo nasazeno 221 tanků Challenger pro operaci Granby – britské operace během války v Zálivu v roce 1991. V původním rozmístění zahrnovala 7. obrněná brigáda dva obrněné pluky, královské irské husary a královské skotské dragounské gardy, obě vybavené 57 tanky nejnovější verze Challenger 1 Mark 3. Pro pouštní operace byly upraveny týmem Royal Electrical and Mechanical Engineers a civilními dodavateli na pobřeží ve městě Džubail v Saúdské Arábii. Tato úprava zahrnovala další pancéřování Chobham na bocích korby a reaktivní pancéřování (ERA) na čele tanku. Úpravy rovněž zahrnovaly instalaci dalších externích palivových nádrží a generátoru kouře.